# Claudette Brouard
Claudette Leclair-Brouard, née le 10 novembre 1946 à Conlie (Sarthe), est une athlète française.

## Biographie
Claudette Brouard naît dans une fratrie de neuf enfants. Elle commence à trottiner à l'âge de quatorze ans. Ses parents l'autorise à suivre son frère cadet Alain en compétition. Elle couvre son premier tour de piste sur la piste cendrée du stade du Vieux-Pré à Dreux, en cadettes. Un 400 mètres qui ne la comble pas, elle décide de se tourner vers le demi-fond. Au début des années 1960, les féminines ne sont pas nombreuses à s'aligner en cross et les épreuves organisées pour elles sont rares. Claudette s'élance dans les prairies et sur les chemins, mais ne glane aucun titre départemental en jeunes.
L'âge adulte atteint, Claudette Brouard progresse. Elle apprécie les courses en pleine nature et augmente sa charge d'entraînement, passant courant tous les jours sauf le samedi. En décembre 1965 au stade Saint-Jean de Châteaudun, elle s'adjuge le titre de championne départementale seniors du 1 500 mètres. Elle enchaîne ensuite avec le titre régional, vice-championne inter-régional et la 4e place au championnat de France de cross-country. Elle récidive lors de la saison 1966-1967 avec des classements identiques. Elle frôle même le titre de championne nationale par équipe avec le VS Chartres, se contentant de la 3e place à cause de la chute d'une partenaire à 600 m de l'arrivée. L'année suivante (1967-1968) est morose en raison de problèmes de santé malgré des victoires jusqu'aux championnats inter-régionaux et une nouvelle médaille de bronze aux nationaux par équipe. Dans la suite logique de ses résultats, après un nouveau triptyque victorieux (championnats départementaux, régionaux et inter-régionaux), Claudette Brouard monte pour la première fois sur le podium des « France » en individuelle en se classant 3e en 1969.
L'époque est celle de l'amateurisme et Claudette doit composer avec sa profession de comptable aux établissements Doré. Chaque soir, après sa journée de travail, elle part pour 90 minutes de course à pied, souvent autour du stade des Grands-Prés de Chartres seulement éclairée par les phares de la voiture de son fiancé Joël Leclair. Son futur mari est lui aussi athlète et l'encourage à poursuivre sa carrière. En plus des footing, elle s'impose des séances de résistance-vitesse et de musculation.
En janvier 1970, le site des Grand-Prés n'a aucun secret pour elle lors du cross international de Chartres. Pour la première fois, les féminines sont en lice dans cette épreuve réputé chez les hommes. La Chartraine se joue de ses adversaires avant d'empiler une nouvelle fois les titres lors des championnats de cross départementaux, régionaux et inter-régionaux. Le 15 février, Claudette se présente à Vichy pour le championnat de France de cross-country où elle fait figure d'outsider compte tenu de sa forme du moment, une seule défaite au cross du Figaro, et de son podium l'année précédente. La course a lieu sur l'hippodrome de la ville où Brouard repère une légère côte à 600 m de l'arrivée. Durant la course, à mi-parcours, la numéro 1 française Yvonne Hérisson abandonne, ce qui a pour effet de libérer Brouard. Claudette mène durant tout le second tour et accélère dans la montée repérée. À la lutte avec Nicole Chassagneux dans l'ultime ligne droite, l'Eurélienne s'impose avec une seule seconde d'avance. Avec les filles du VS Chartres, elle décroche la 5e place. Qualifié pour le Cross des nations qui se déroule dans la même ville de l'Allier, le maillot de l'équipe de France sur le dos, elle termine 10e et première française. Aux championnats de France sur piste à Colombes, Claudette Brouard monte de nouveau sur un podium national avec ses équipières du 4x800m du VSC.
La saison 1969-1970 est sa meilleure. En 1971, elle devient Claudette Leclair-Brouard avant de donner naissance à deux garçons. Malgré la maternité, Claudette continue de courir, notamment six marathons et plusieurs semis, et participe à des compétitions en tant que vétérans.

## Palmarès
- Cross des Nations
  - 10e et première française en 1970

- International de Chartres (1)
  - Vainqueurs en 1970

- Championnats de France d'athlétisme
  - 3e du 4x800m avec le VS Chartres en 1970

- Championnat de France de cross-country (1)
  - Individuel
    - Championne en 1970
    - 3e en 1969
    - 4e en 1966 et 1967

  - Par équipe (VS Chartres)
    - 3e en 1967 et 1968

- Championnat inter-régional (4)
  -     - Championne en 1967, 1968, 1969 et 1970
    - Vice-championne en 1966

- Championnat de la Ligue du Centre (5)
  -     - Championne en 1966, 1967, 1968, 1969 et 1970

- Championnat d'Eure-et-Loir (6)
  -     - Championne en 1966, 1967, 1968, 1969, 1970 et 1971[1]